# جون س. ماير
جون س. ماير (بالإنجليزية: John C. Meyer)‏ هو ضابط أمريكي، ولد في 3 أبريل 1919 في بروكلين في الولايات المتحدة، وتوفي في 2 ديسمبر 1975 في لوس أنجلوس في الولايات المتحدة.